# تيتي بني
سعدان تيتي بُني (الأسم العلمي: Plecturocebus brunneus) وهو نوع من قرود التيتي، ونوع من قرود العالم الجديد من أمريكا الجنوبية. وجدت في البرازيل ، بيرو ، وبوليفيا . تم وصفه في الأصل باسم Callicebus brunneus في عام 1842.